# القانون الأساسي: كرامة الإنسان وحريته

القانون الأساسي: كرامة الإنسان وحريته (بالعبرية: חוֹק יְסוֹד: כְּבוֹד הָאָדָם וְחֵרוּתוֹ)، هو القانون الأساسي في دولة إسرائيل الذي سُنَّ لحماية حقوق الإنسان الرئيسية في البلاد، ويتمتع بوضع فائق القانونية، مما يمنح المحكمة العليا سلطة إلغاء أي قانون يتعارض معه، وذلك بالإضافة إلى الحماية من لوائح الطوارئ. تنص وجهة نظر معظم قضاة المحكمة العليا على أن سن هذا القانون و«القانون الأساسي: حرية العمل» كان بذرة الثورة الدستورية. كانت هذه القوانين –وفقًا لهذا الموقف– بمثابة تغيير جوهري في وضع حقوق الإنسان في إسرائيل.
صدر هذا القانون في الأيام الأخيرة للكنيست الثاني عشر في 17 مارس في عام 1992. انتشر هذا القانون في خطاب حقوق الإنسان وفي قضايا حرية التعبير بعد وقت قصير من تقديمه في الوثائق الدستورية الإسرائيلية.

## خلفية
كان هناك القليل من الحماية القانونية لحقوق الإنسان في إسرائيل قبل سن القانون الأساسي. حُلَّت هذه الأمور من خلال تطوير القانون العام عن طريق قضايا المحكمة العليا. لم تملك المحكمة العليا في هذه الفترة، بين تأسيس إسرائيل في عام 1948 وحتى سن القانون الأساسي في عام 1992، القدرة على إبطال القوانين التي تنتهك حقوق الإنسان بشكل غير متناسب. شرّعت الأحكام الصادرة عن المحكمة العليا في هذه الفترة الأساس الذي يؤكد على أن حقوق الإنسان هي جزء من القانون الإسرائيلي.

## محتوى القانون الأساسي

### أولًا: الهدف
يتجسد الهدف من هذا القانون الأساسي بحماية كرامة الإنسان وحريته من أجل إثبات قيم دولة إسرائيل في القانون الأساسي كدولة يهودية وديمقراطية.

### ثانيًا: الحفاظ على الحياة والجسد والكرامة
لن يكون هناك أي انتهاك لحياة أو جسم أو كرامة أي شخص اعتمادًا على هذا القانون.

### ثالثًا: حماية الممتلكات
لن يكون هناك أي انتهاك لممتلكات شخص ما.

### رابعًا: حماية الحياة والجسد والكرامة
يحق لجميع الأشخاص حماية حياتهم وجسدهم وكرامتهم.

### خامسًا: الحرية الشخصية
لن يُحرم أي شخص من حريته أو تقييدها بالسجن أو الاعتقال أو التسليم أو غير ذلك.

### سادسًا: مغادرة ودخول إسرائيل
- يُعد جميع الأشخاص أحرارًا في مغادرة إسرائيل.
- لكل مواطن إسرائيلي الحق في الدخول إلى إسرائيل من جميع أنحاء العالم.

### سابعًا: الخصوصية
- يتمتع جميع الأشخاص بالحق في الخصوصية والحميمية.
- لا يجوز الدخول إلى الممتلكات الخاصة التابعة لشخص ما في حال عدم موافقته على ذلك.
- لا يجوز إجراء أي بحث في الممتلكات الخاصة التابعة لشخص ما ولا في الجسم أو الممتلكات الشخصية.
- لا يجوز انتهاك سرية المحادثة أو الكتابات أو السجلات التابعة لشخص ما.

### ثامنًا: انتهاك الحقوق
لن يكون هناك أي انتهاك للحقوق بموجب هذا القانون الأساسي إلا بقانون يلائم قيم دولة إسرائيل التي سُنَّت لهدف مناسب وإلى حد لا يزيد عن المطلوب.

### تاسعًا: التحفظ على قوات الأمن
لن يكون هناك أي قيود على الحقوق بموجب هذا القانون الأساسي التي يحتفظ بها الأشخاص الذين يخدمون في قوات الدفاع الإسرائيلية والشرطة الإسرائيلية ودائرة السجون وغيرها من المنظمات الأمنية في الدولة، ولا تخضع هذه الحقوق لشروط إلا بحكم وجود القانون أو عن طريق اللوائح التي تُسنّ بموجب القانون، وإلى حد لا يزيد عما هو مطلوب من قبل طبيعة الخدمة ونوعها.

### عاشرًا: صلاحية القوانين
لا يؤثر هذا القانون الأساسي على شرعية أي قانون ساري المفعول قبل بدء القانون الأساسي.

### الحادي عشر: التطبيق
تلتزم جميع السلطات الحكومية باحترام الحقوق بموجب هذا القانون الأساسي.

### الثاني عشر: الاستقرار
لا يمكن تغيير هذا القانون الأساسي أو تعليقه أو إخضاعه للشروط بموجب لوائح الطوارئ، وذلك على الرغم من وجود حالة الطوارئ، استنادًا على إعلان تابع للمادة التاسعة من القانون العام وقانون الإدارة 5709-1948، ويجوز سن لوائح الطوارئ استنادًا إلى الفقرة المذكورة لرفض أو تقييد الحقوق بموجب هذا القانون الأساسي بشرط أن يكون الرفض أو التقييد لهدف مناسب ولمدة لا تزيد عن المدة المطلوبة.

### تعديل الفقرة الأولى
(1) يجب أن تُسمى الفقرة الأولى 1(أ) ويجب أن تسبقها الفقرة التالية:

### المبادئ الأساسية
أولًا: تستند حقوق الإنسان الأساسية في إسرائيل إلى الاعتراف بقيمة الإنسان وقدسية الحياة الإنسانية والمبدأ القائم على حرية جميع الأشخاص. يجب التمسك بهذه الحقوق بروح المبادئ المنصوص عليها في إعلان قيام دولة إسرائيل.
(2) يجب أن يضاف ما يلي في نهاية الفقرة الثامنة:
«أو عن طريق اللائحة الصادرة بموجب إذن صريح في مثل هذا القانون».
تُعد العديد من حقوق الإنسان الأساسية مفقودة في هذه الوثيقة مثل حرية الدين والحق في المساواة وحرية التظاهر وحرية التعبير (اعتُرف بحرية التظاهر والتعبير من قبل المحكمة العليا على أنهما «ينتميان إلى الحريات التي تصف إسرائيل بأنها دولة ديمقراطية») وغيرها من الحقوق والحريات الأخرى. مُنح سكان إسرائيل هذه الحقوق بموجب مبادئ قانونية عامة وأحكام المحكمة العليا التي كانت موجودة أمام هذا القانون الأساسي. رأى بعض الفقهاء مثل رئيس قضاة المحكمة العليا السابق في إسرائيل أهارون باراك أن هذه الحقوق مستمدة مباشرة من «حق الكرامة»، وذلك على الرغم من عدم إدراج هذه الحقوق في هذا القانون.

## ضمان الوضع الفائق القانونية
اختار الكنيست منح هذا القانون وضعًا فائق القانونية محميًا بعدة وسائل نظرًا لأهمية الحقوق السابقة.
تؤكد المادة الثامنة من هذا القانون أنه «لن يكون هناك أي انتهاك للحقوق بموجب هذا القانون الأساسي إلا بقانون يلائم قيم دولة إسرائيل التي سُنَّت لهدف مناسب وإلى حد لا يزيد عن المطلوب، أو عن طريق اللوائح التي سُنّت بموجب إذن صريح في مثل هذا القانون». (أُضيفت الجملة المائلة في تعديل عام 1994 للقانون). أصبح هذا البند معروفًا باسم «الفقرة المقيدة» لأنه يحد ويقيد الكنيست في تشريع القوانين المخالفة لهذا القانون.
تحامي الفقرة 12 عن القانون من لوائح الطوارئ، وتشير إلى أنه لا يمكن للحكومة تغيير هذا القانون الأساسي، وبالتالي لا يمكنها إضعاف الحقوق التي تحميها من خلال لوائح الطوارئ التي يمكن أن تسنها. تنص المادة على أنه «لا يمكن تغيير هذا القانون الأساسي أو تعليقه أو إخضاعه للشروط بموجب لوائح الطوارئ». يمكن سن لوائح تقيد هذه الحقوق عندما تكون حالة الطوارئ مطبقة: «يجوز سن لوائح حالة الطوارئ استنادًا إلى الفقرة المذكورة لرفض أو تقييد الحقوق بموجب هذا القانون الأساسي بشرط أن يكون الرفض أو التقييد لهدف مناسب ولمدة لا تزيد عن المطلوب، وذلك على الرغم من وجود حالة طوارئ واستنادًا إلى إعلان بموجب المادة التاسعة من القانون وقانون الإدارة 5708-1948». تعود الحماية من لوائح الطوارئ إلى الحكم الصادر عن الحكومة والمحكمة العليا.